# عروسک‌ها (فیلم ۲۰۰۲)
عروسک‌ها (به ژاپنی: ドールズ) (به انگلیسی: Dolls) فیلمی به کارگردانی تاکشی کیتانو است که در سال ۲۰۰۲ منتشر شد. از بازیگران آن می‌توان به کیوکو فوکادا و کایوکو کیشیموتو اشاره کرد.